# Tom Pearce
Tom Mark Pearce (Ormskirk, 12 april 1998) is een Engels voetballer die doorgaans speelt als linksback. In juli 2024 verruilde hij Wigan Athletic voor CF Montréal.

## Clubcarrière
Pearce speelde in de jeugdopleiding van Everton en verkaste in 2014 naar die van Leeds United. Zijn professionele debuut voor Leeds maakte hij op 17 maart 2018, toen in eigen huis met 1–2 verloren werd van Sheffield Wednesday. Namens die club kwam Atdhe Nuhiu tweemaal tot scoren, de treffer van Leeds kwam van Jay-Roy Grot. Die laatste was als invaller in het veld gekomen voor Pearce, die in de basis was gestart. Zijn eerste doelpunt maakte de linksback op 21 april 2018. Thuis tegen Barnsley opende hij na zeventien minuten de score. Het werd later gelijk door een eigen doelpunt van Paudie O'Connor, maar Leeds won met 2–1 door een treffer van Ezgjan Alioski. In juni 2018 verlengde de Engelsman zijn verbintenis tot medio 2022.
Pearce werd in januari 2019 voor een halfjaar verhuurd aan Scunthorpe United. Na deze verhuurperiode nam Wigan Athletic de vleugelverdediger over en hij kreeg een contract voor drie jaar. In januari 2022 werd de verbintenis van Pearce opengebroken en met twee seizoenen verlengd tot medio 2024. Nadat dit contract was afgelopen, tekende Pearce voor tweeënhalf jaar bij CF Montréal, plus een optie op een seizoen extra.

## Clubstatistieken
| Seizoen | Club                | Competitie          | Competitie | Competitie | Beker | Beker | Internationaal | Internationaal | Totaal | Totaal |
| Seizoen | Club                | Competitie          | Wed.       | Dlp.       | Wed.  | Dlp.  | Wed.           | Dlp.           | Wed.   | Dlp.   |
| ------- | ------------------- | ------------------- | ---------- | ---------- | ----- | ----- | -------------- | -------------- | ------ | ------ |
| 2017/18 | Leeds United        | Championship        | 5          | 1          | 0     | 0     | —              | —              | 5      | 1      |
| 2018/19 | Leeds United        | Championship        | 2          | 0          | 3     | 0     | —              | —              | 5      | 0      |
| 2018/19 | → Scunthorpe United | League One          | 9          | 1          | 0     | 0     | —              | —              | 9      | 1      |
| 2019/20 | Wigan Athletic      | Championship        | 7          | 0          | 1     | 0     | —              | —              | 8      | 0      |
| 2020/21 | Wigan Athletic      | League One          | 23         | 0          | 5     | 1     | —              | —              | 28     | 1      |
| 2021/22 | Wigan Athletic      | League One          | 16         | 0          | 11    | 0     | —              | —              | 27     | 0      |
| 2022/23 | Wigan Athletic      | Championship        | 13         | 0          | 1     | 0     | —              | —              | 14     | 0      |
| 2023/24 | Wigan Athletic      | League One          | 24         | 1          | 3     | 1     | —              | —              | 27     | 2      |
| 2024    | CF Montréal         | Major League Soccer | 0          | 0          | 0     | 0     | —              | —              | 0      | 0      |
| Totaal  | Totaal              | Totaal              | 99         | 3          | 24    | 2     | 0              | 0              | 123    | 5      |

Bijgewerkt op 22 juli 2024.

## Erelijst
| League One | 1 | 2021/22 |